# Jeßnitz und Thury
Jeßnitz und Thury este o arie protejată (arie specială de conservare — SAC, sit de importanță comunitară — SCI) din Germania întinsă pe o suprafață de 300 ha, integral pe uscat.

## Localizare
Centrul sitului Jeßnitz und Thury este situat la coordonatele 51°18′32″N 14°10′53″E / 51.3089°N 14.1814°E.

## Înființare
Situl Jeßnitz und Thury a fost declarat sit de importanță comunitară în august 2000 pentru a proteja 9 specii de animale. Situl a fost protejat și ca arie specială de conservare în aprilie 2011.

## Biodiversitate
Situată în ecoregiunea continentală, aria protejată conține 5 habitate naturale: Ape stătătoare oligotrofe până la mezotrofe, cu vegetație de Littorelletea uniflorae și/sau de Isoëto-Nanojuncetea, Lacuri eutrofice naturale cu vegetație de tip Magnopotamion sau Hydrocharition, Mlaștini turboase de tranziție și turbării mișcătoare, Depresiuni pe substraturi de turbă de Rhynchosporion, Păduri aluvionare cu Alnus glutinosa și Fraxinus excelsior (Alno-Padion, Alnion incanae, Salicion albae).
La baza desemnării sitului se află mai multe specii protejate:
- amfibieni (2): buhai de baltă cu burta roșie (Bombina bombina), triton cu creastă (Triturus cristatus)
- mamifere (4): liliac cârn (Barbastella barbastellus), lupul (Canis lupus), vidră de râu (Lutra lutra), liliac comun (Myotis myotis)
- nevertebrate (2): Graphoderus bilineatus, libelule (Leucorrhinia pectoralis)
- pești (1): boarță (Rhodeus sericeus amarus)